# Хімка (річка)
Хімка (рос. Химка) — річка у місті Москва та Московській області, Росія, значна ліва притока річки Москви. Розташована на північному заході Москви, при цьому з 18 км довжини, з них 4 км — поза Москвою вище Хімкинського водосховища та 2 км в дзеркалі Хімкинського водосховища та Каналу імені Москви. Початок на околиці Хімкинського лісопарку на північ від міста Хімки, якому вона дала назву.

## Опис
Більша частина стоку Хімки зарегульована високою земляною греблею Хімкинського водосховища і надходить в Москву-ріку разом з волзькою водою через канал імені Москви та дериваційний канал з р. Сходнею. Нижче греблі Хімка починається знову від джерел Покровського-Стрешнєва. Основні притоки — Грачова (нині Бутаковська затока Хімкінського водосховища), зліва Воробйова (також затока) та Чернушка. Через Хімку перекинутий Тушинський міст (1933).

## Долина
Долина Хімки є дуже мальовнича. У районі Покровського-Стрешнєва річка у 1991 році оголошена пам'яткою природи. На її берегах розташований Хімкінський лісопарк з затокою Воробйова, сад «Захарково», Парк Дружби в Хімках-Ховрині, парк в садибі Покровському-Стрешнєві, де виходять на поверхню численні джерела.

## Природа
У річці водяться плітка, окунь, йорж, збереглися місця нересту.

## Населені пункти
Села Альошкіно, Захарково, Іваньково, Нікольське, Єлизаветино, а також місто Хімки (у районі Хімок-Ховріна).

## Назва
Етимологія гідроніма остаточно не з'ясована. З XVI століття було відомо у формі Хинка, орфографічний варіант Химка. В. М. Топоров вважав гідронім балтизмом і зіставляв його з лит. kiminas («мох»). Є. М. Поспєлов виводив назву від білоруського балтизму хім («низький ліс, кущі, переважно з вільхи й верби»), відомого в говорах східної Білорусі. Іноді для пояснення назви береться російське діалектне слово хинь («нісенітниця, дрібниці, патякання»), хинить («хулити, хаяти, лаятись»), які наводяться В. І. Далем. Ще одна версія пов'язує назву з чоловічим ім'ям Химка — просторічною формою імені Ефим (Юхим).

## Цікавий факт
Особливість річки — дюкер під каналом Москва-Волга, фактично одна річка тече під іншою.